# ВИЗ-Сталь

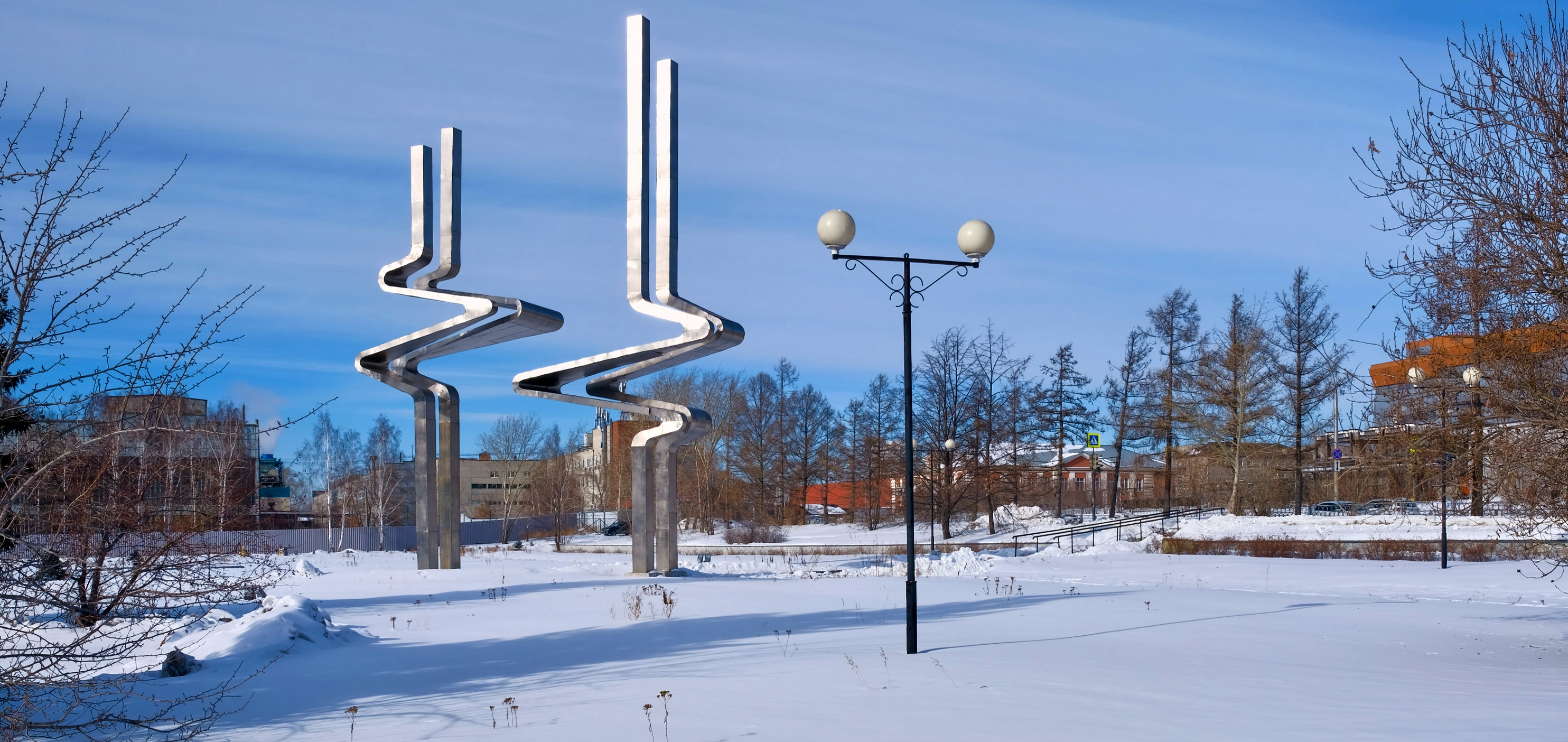
Стела на площади перед заводоуправлением

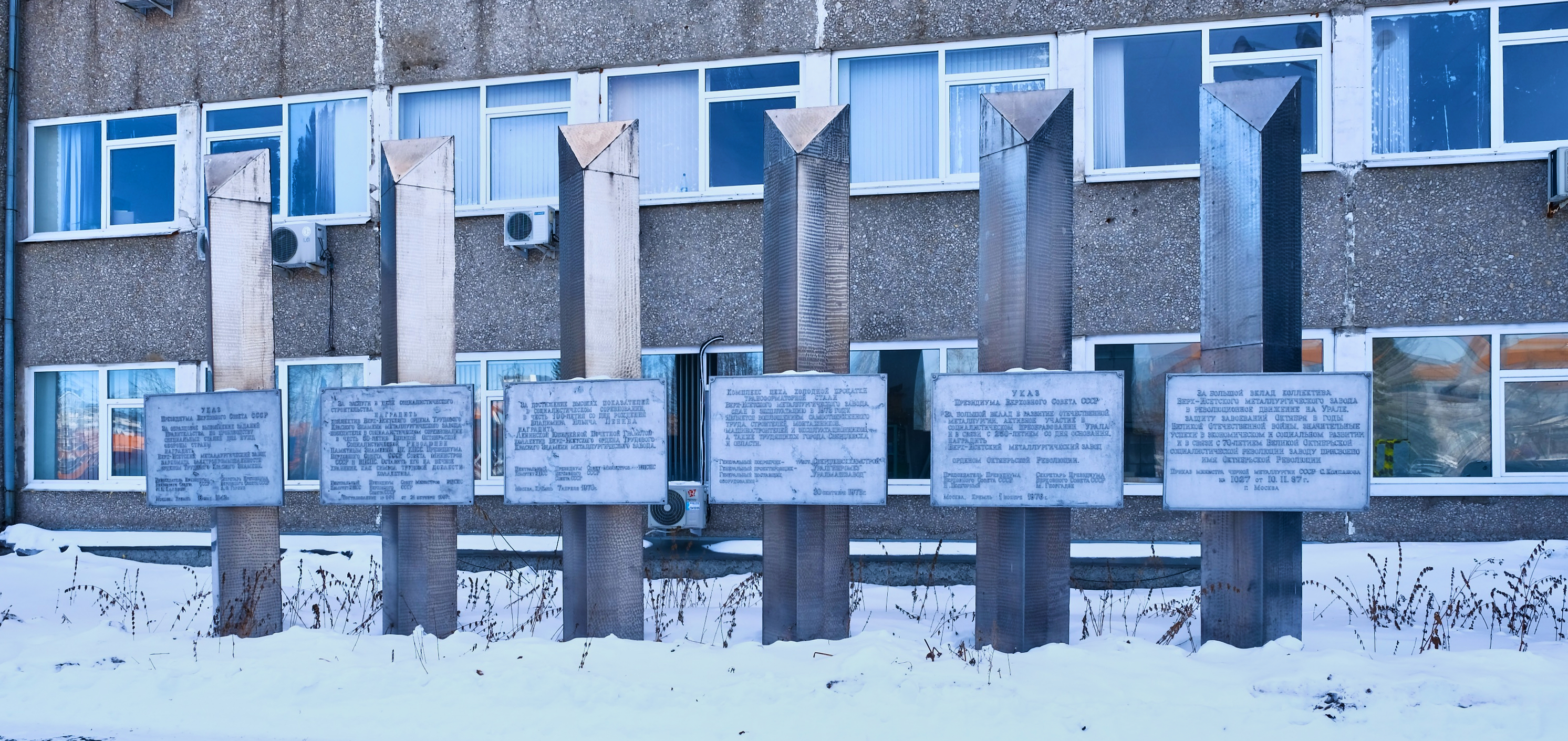
Памятные таблички у здания заводоуправления

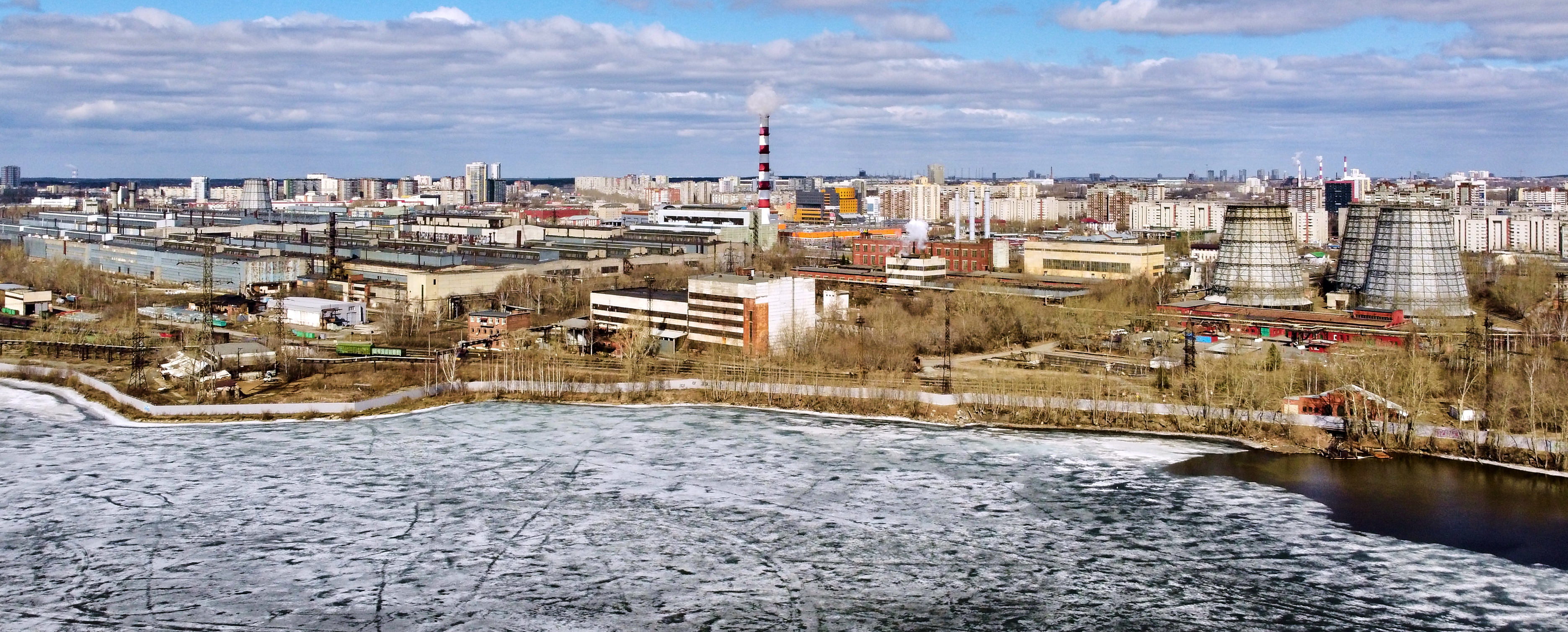
Вид на промплощадку с высоты

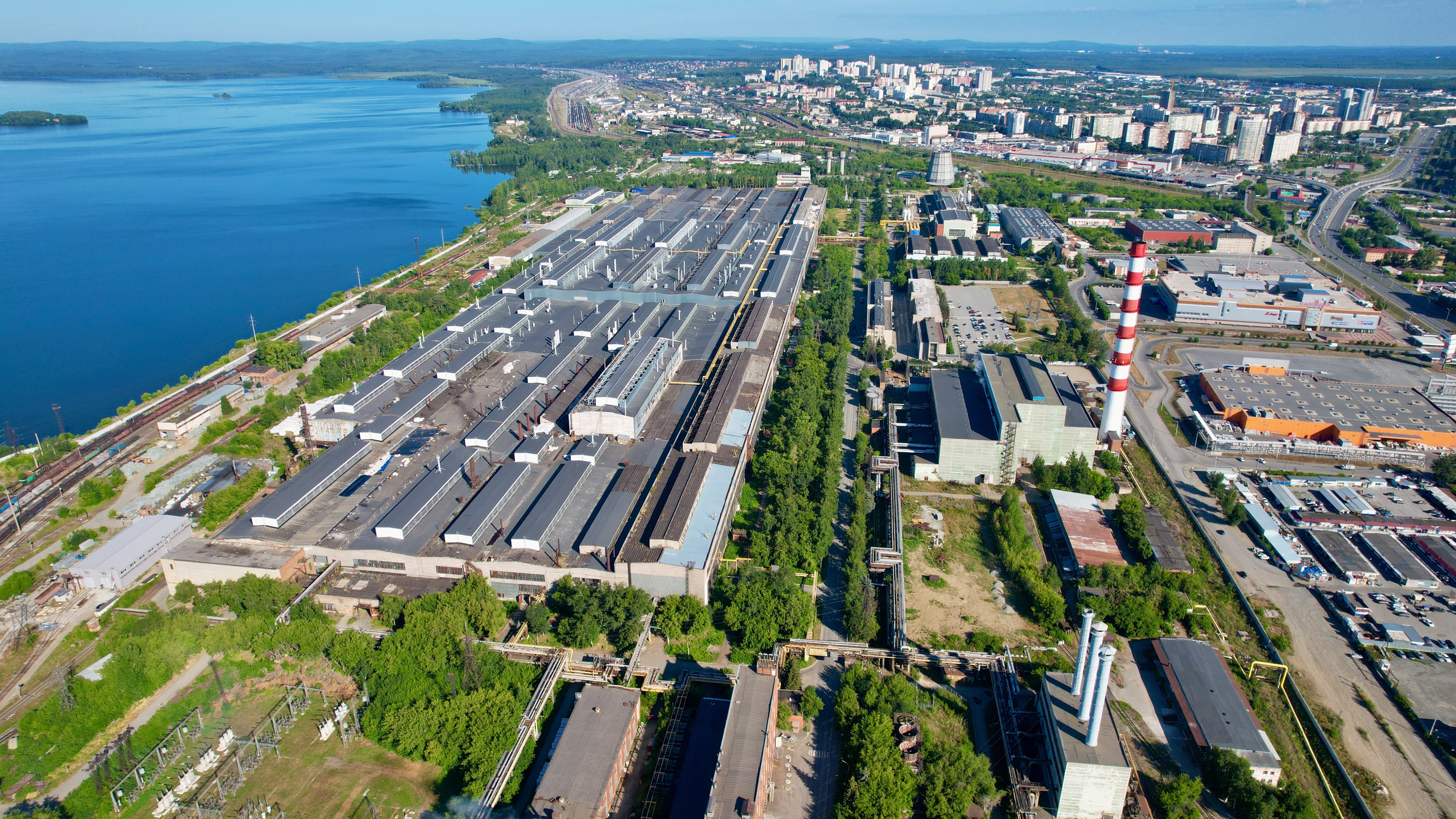
Вид на промплощадку с высоты

ООО «ВИЗ-Сталь» — российский производитель холоднокатаной электротехнической, трансформаторной стали. Полное наименование — общество с ограниченной ответственностью «ВИЗ-Сталь». Предприятие расположено в городе Екатеринбург Свердловской области.

## История
ООО «ВИЗ-Сталь» было создано в 1998 году на базе Верх-Исетского завода (ВИЗ), построенного в 1726 году основателем Екатеринбурга Вильгельмом де Геннином, путём выделения производственных активов по выпуску электротехнических сталей. Основу предприятия составил цех холодной прокатки трансформаторной стали, построенный в 1973 году на левобережной части завода.
Стратегическим партнёром компании стал итальянский металлотрейдер Duferco, под контролем которого оказалось 92-процентная доля «ВИЗ-Стали».
100 % участия в ООО «ВИЗ-Сталь» принадлежит Группе НЛМК.

## Руководство
Генеральные директора:
- 1998—2002 — Кавтрев Алексей Владиславович
- 2002—2006 — Денти Массимо
- 2006—2007 — Шевелёв Валерий Валентинович
- 2007—2009 — Демаков Александр Васильевич
- 2010—2013 — Макуров Сергей Анатольевич
- С 2013 — Шевелёв Валерий Валентинович
- С 2019 — Ольков Станислав Александрович

## Деятельность
ВИЗ-Сталь входит в пятёрку крупнейших мировых производителей трансформаторной стали — после Nippon Steel (Япония), ThyssenKrupp (Германия) и AK Steel Holding (США).
В 2016 году объём выпуска продукции составил 149 тыс. тонн. Выручка — 14,7 млрд руб., чистая прибыль — 4,4 млрд руб. 75 % продукции отгружается на экспорт в 35 стран мира. Доля ВИЗ-Стали — 5,2 % на мировом и 65 % на российском рынках трансформаторного проката.

## Продукция
Предприятие производит холоднокатанную трансформаторную сталь толщиной от 0,23 до 0,50 мм, шириной до 1000 мм с электроизоляционным покрытием различных типов. Около 90 % выпускаемого проката относится к высоким маркам с улучшенными магнитными свойствами, в том числе 23 % — к премиум-сегменту с пониженным уровнем удельных потерь. В настоящее время продуктовая линейка ВИЗ-Стали включает восемь премиальных марок стали NV23S-095L, NV23S-100L, NV27S-100L, NV27S-105L, NV30S-110L, NV23S-100, NV27S-105, NV30S-110.
- ВИЗ-Сталь разработала и внедрила технологию производства электротехнической релейной стали для Большого адронного коллайдера (БАК)[5].

Компания выпустила около 11 тысяч тонн низкоуглеродистой релейной стали, из которой было изготовлено свыше 650 магнитов разного типа для каналов транспортировки частиц от ускорителя к БАК. Магниты работают до настоящего времени без ремонта и замены.

## Экология
На ВИЗ-Стали действует первая в истории мировой чёрной металлургии безотходная система водного хозяйства, которая была разработана и внедрена при строительстве цеха холодной прокатки. Разработка в 1981 году была удостоена Государственной премии в области технических открытий.

## Награды и достижения
- В 2008 году ВИЗ-Сталь стал победителем конкурса среди российских предприятий-экспортёров в номинации «Лидер внешней торговли России» и лауреатом премии «Таможенный Олимп-2008»[7][8].
- В июне 2009 года Приказом № 33 от 23.06.2009 г. Президента Торгово-промышленной палаты России Евгения Примакова ООО «ВИЗ-Сталь» награждён Дипломом за вклад в развитие экономики Свердловской области и активную внешнеэкономическую деятельность.
- В декабре 2009 года ООО «ВИЗ-Сталь» стал победителем конкурса по энергосбережению среди предприятий горно-металлургической отрасли Свердловской области[9].
- Подсветка заводских градирен ВИЗ-Стали победила в конкурсе «Российский светодизайн—2009»[10].